# Véronique Becker
Véronique Becker (Moyeuvre-Grande, Lorena, 1965) artista contemporánea francesa. 
Pintó sus primeros óleos a los 6 años y a los 13 vendió sus primeros cuadros. 
Del impresionismo al surrealismo, de lo abstracto a lo figurativo, del cubismo al abstracto, de copiar a los grandes maestros a frescos murales, su pintura es proteiforme. Pinceles, brochas, buriles, dedos, pies, boca. etc., toca todas las técnicas. 
Hoy, abandona acuarelas, tinta china, pastel, lápiz y carboncillo solo por óleo y pigmento. Su pintura se antoja violenta, refleja una vida de cataclismos crónicos.

## Obra
- Manos azules